# Miconia aulocalyx
Miconia aulocalyx là một loài thực vật có hoa trong họ Mua. Loài này được Mart. mô tả khoa học đầu tiên năm 1871.